# Adrianna Borek
Adrianna Borek (ur. 10 lipca 1982 w Krośnie) – polska aktorka kabaretowa. Występowała w kabarecie Babeczki z Rodzynkiem, później została aktorką Kabaretu Nowaki.
Jest córką Jana i Marii Borków. Ukończyła technikum krawieckie.

## Nagrody
- 2009
  - Statuetka IceMole za najlepszą rolę żeńską na I Flying Mole Festiwal, Zielona Góra
  - Honorowe Wyróżnienie za kabaretową indywidualność na XXX Lidzbarskich Wieczorach Humoru i Satyry, Lidzbark Warmiński
- 2011
  - Indywidualna Nagroda za najlepszą żeńską kreację aktorską na X Dąbrowskiej Ściemie Kabaretowej DebeŚciaK, Dąbrowa Górnicza

## Filmografia
- Zamknięci w celuloidzie jako koleżanka Julii (2007)